# Curry de chèvre
Le curry de chèvre ou curry d'agneau (en malais : kari kambing ; en indonésien : kari kambing ou gulai kambing ; en anglais : Goat curry) est un plat de curry préparé avec de la viande de chèvre ou d'agneau originaire du sous-continent indien. Il s'agit d'un mets de base de la cuisine d'Asie du Sud-Est, de la cuisine des Caraïbes et de la cuisine indienne. Dans les Caraïbes et en Asie du Sud-Est, le plat est intégré dans la région par la diaspora indienne et a ensuite influencé les cuisines locales respectives. Ce plat s’est également répandu dans toute la diaspora caribéenne en Amérique du Nord et en Europe.

## Variations régionales

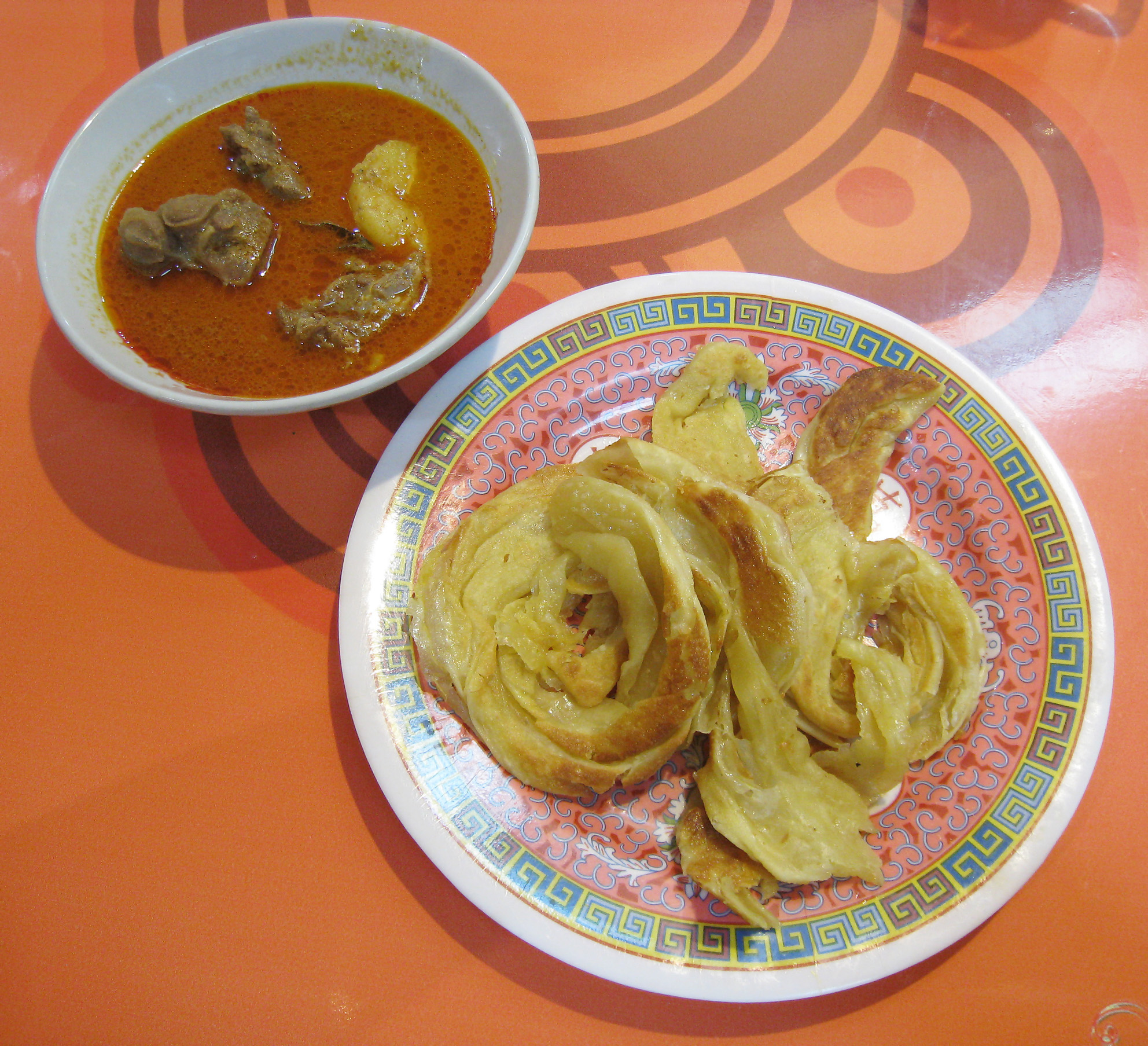
Roti cane servi avec du kari kambing (curry de chèvre et de pommes de terre) dans un restaurant d'Aceh, en Indonésie.

Dans la cuisine birmane, le curry de chèvre, appelé seittha hnat (ဆိတ်သားနှပ်), est un curry birman courant, composé de curry braisé épicé avec du masala, de la cannelle, du laurier et des clous de girofle. 
En Indonésie, le plat est appelé kari kambing et est généralement servi avec du pain plat roti cane ou du riz cuit à la vapeur. Le kare ou kari (curry) est un plat d'influence indienne que l'on trouve couramment en Indonésie, en Malaisie et à Singapour. Le curry de chèvre est populaire parmi la communauté musulmane de la région.

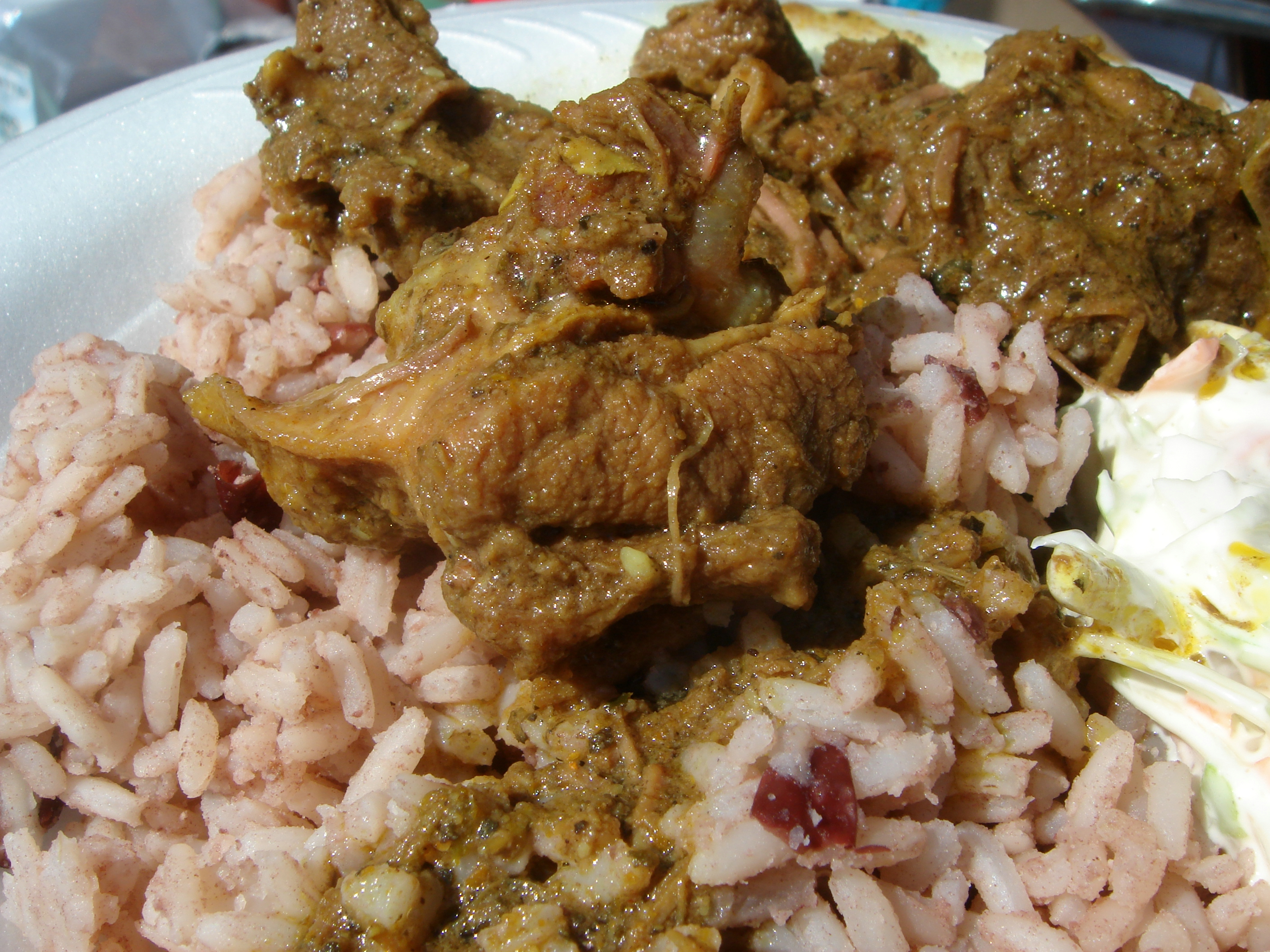
Plat de curry de chèvre en Angleterre.

Le curry de chèvre est un plat d'occasions spéciales en Inde, au Bangladesh, au Pakistan et au Népal,, car la chèvre est une viande de choix pour les hindous qui ne mangent pas de bœuf et pour les musulmans qui ne mangent pas de porc.
En Jamaïque, le plat est aromatisé avec un mélange d'épices typique de la cuisine indo-jamaïcaine et est populaire lors de fêtes et d'occasions spéciales. Il est aussi populaire à Trinité-et-Tobago, où il est mangé avec des rotis emballés. En plus des rotis, il peut être mangé ailleurs avec du riz ou du dal bhat. En Amérique du Nord et en Europe, il peut être servi avec d'autres accompagnements typiques des Caraïbes, comme le plantain frit. Il est aussi préparé avec de l'agneau ou du mouton lorsque la chèvre n'est pas disponible ou encore des pommes de terre.
Le plat est populaire pendant l'Aïd el-Adha, jour où une chèvre est sacrifiée par les musulmans caribéens. 
En Grande-Bretagne, les carnavals de St Pauls à Bristol et Notting Hill à Londres et des événements culturels des Caraïbes proposent généralement du curry de chèvre,.